# Sherie Rene Scott
Sherie Rene Scott (Kentucky, 8 de febrer de 1967) és una actriu, cantant, escriptora i productora estatunidenca. Ha participat múltiples obres i musicals de Broadway i de l'Off-Broadway, en nombrosos enregistraments de repartiment en solitari i original, i en diversos papers cinematogràfics i televisius.

## Biografia
Scott va néixer a Kentucky. Quan tenia 4 anys, la seva família es va traslladar a Topeka, Kansas, on va créixer. Scott es va traslladar de Topeka a la ciutat de Nova York quan tenia 18 anys per assistir a la Neighborhood Playhouse School of the Theatre. És escriptora resident al Second Stage Theatre i viu amb el seu fill a la ciutat de Nova York.

### Carrera
A Broadway, Scott ha protagonitzat Dirty Rotten Scoundrels, obtenint nominacions als premis Tony, Drama Desk i Outer Critics Circle. Va interpretar el paper d'Amneris a l'Aida d'Elton John i Tim Rice (2000), per la qual va guanyar el Premi Clarence Derwent i va ser homenatjada per la Drama League homenatjat. El senzill "A Step Too Far" interpretat per Elton John, Heather Headley i Sherie Rene Scott de l' àlbum conceptual Aida del 1999 va arribar al número 15 de les llistes.
You May Now Worship Me, de Scott, amb Dick Scanlan com a coautor, va recaptar 200.000 dòlars en benefici de la Iniciativa de salut femenina de Phyllis Newman de The Actor's Fund. La recaptació de fons d'una sola nit es va estrenar el 31 de març de 2008 al teatre Eugene O'Neill. You May Now Worship Me es convertiria en el concepte darrere de Everyday Rapture.
El 2010, Scott va protagonitzar l'aclamada producció Everyday Rapture, que Scott va escriure amb el coautor Dick Scanlan. Everyday Rapture va començar la seva carrera a Broadway a l'American Airlines Theatre amb funcions prèvies el 19 d'abril de 2010 i es va estrenar oficialment el 29 d'abril de 2010. L'espectacle va esgotar entrades durant tota la carrera, i finalment va acabar el seu compromís limitat l'11 de juliol de 2010. Scott va rebre nominacions al Premi Tony al millor llibret i a la millor actriu protagonista en un musical i nominacions als premis Drama Desk en les categories de millor actriu protagonista, millor llibre i millor musical per Rapture.
Altres crèdits de Broadway inclouen Sally Simpson a Tommy (1993), Marty a Grease (1995–96) i Maureen a Rent (1997). Va originar el paper d Ursula a The Little Mermaid (2007), per la qual va rebre la seva segona nominació al premi Outer Critics Circle per a l'actriu destacada en un musical. Va actuar com a Pepa en l'adaptació musical de Women on the Verge of a Nervous Breakdown, a Broadway, que es va estrenar el 4 de novembre de 2010. Per aquest paper va ser nominada al Premi Drama Desk a l'actriu destacada en un musical.
Scott va aparèixer a  The Front Page com a Mollie Malloy amb un repartiment d'estrelles que incloïa Nathan Lane, John Slattery, Holland Taylor, John Goodman, Jefferson Mays i Robert Morse. Jack O'Brien va dirigir la producció que es va estrenar a Broadway la tardor del 2016 al teatre Broadhurst.
Whorl Inside a Loop, escrit per Scott i Dick Scanlan, es va estrenar el 27 d'agost de 2015 al Second Stage Theatre. Dirigit per Michael Mayer i Scanlan, Whorl va obtenir l'aclamació de la crítica, incloses diverses llistes del "Millor del teatre del 2015".
Els treballs a l'Off-Broadway inclouen papers a Landscape of the Body de John Guare al Signature Theatre, per la qual va rebre un 2006 Premi Obie i un premi Lucille Lortel i va ser honorada per la Drama League. Els musicals inclouen The Last Five Years de Jason Robert Brown per la qual va rebre un premi Drama Desk nominació, i el paper principal en Debbie Does Dallas: The Musical.
Scott es pot escoltar a l'enregistrament original de The Last Five Years en el repartiment de Broadway juntament amb Norbert Leo Butz. És productora executiva de la pel·lícula The Last Five Years protagonitzada per Anna Kendrick i Jeremy Jordan. Scott també fa una aparició a la pel·lícula.
Al teatre regional, ha aparegut en produccions d'estrena mundial de Faust de Randy Newman (1995). Va aparèixer a Over and Over de Kander and Ebb, al Signature Theatre, rebent una nominació al premi Helen Hayes.
Scott va ser cofundador dels guanyadors del premi Grammy Sh-K-Boom Records and Ghostlight Records,, que busca preservar àlbums de repartiment originals i enregistraments en solitari d'artistes de Broadway. Les discogràfiques, que van produir més de 150 àlbums, van obtenir 3 premis i 12 nominacions als Grammy. Els premis Grammy de SKB/Ghostlight inclouen els dels àlbums de repartiment de In the Heights, The Book of Mormon i Beautiful. SKB / Ghostlight va rebre el premi Drama Desk 2006 per la dedicació a la preservació del teatre musical mitjançant enregistraments del repartiment. El segell va guanyar el seu primer Grammy el 2009 per la gravació del repartiment original de In The Heights. Scott es pot escoltar en nombrosos àlbums premiats amb premis Grammy i en el repartiment de l'OBC, l'èxit del senzill Billboard "A Step Too Far" amb Elton John, "The Folks Who Live On The Hill" amb el gran jazzista Bill Charlap, així com l'aclamat per la crítica, "Sherie Rene ... Men I've Had", Everyday Rapture l'àlbum de repartiment original de Broadway i All Will Be Well: The Piece Of Meat Studio Sessions, produït amb Todd Almond.
Scott va provar el seu nou treball, "aclamat per la crítica", Piece of Meat, en col·laboració amb Todd Almond, al Festival de Cabaret Adelaida del 2012 i el va presentar a la ciutat de Nova York a entre el 16 i el 27 d'octubre de 2012 al 54 Below.
Del 9 al 28 de juliol de 2019 va escriure i va protagonitzar una col·laboració musical original titulada TWOHANDER a Feinstein's/54 Below al costat de Norbert Leo Butz, amb el director musical Todd Almond. Scottanteriorment va compartir escenari amb Butz en les produccions originals dels musicals Dirty Rotten Scoundrels i The Last Five Years.

## Crèdits professionals

### Broadway
Font: Internet Broadway Database
| Any  | Espectacle                                | Paper                         | Notes                                                               |
| ---- | ----------------------------------------- | ----------------------------- | ------------------------------------------------------------------- |
| 1993 | The Who's Tommy                           | Sally Simpson                 | St. James Theatre 22 d'abril de 1993 – 17 de juny de 1995           |
| 1995 | Grease                                    | Marty (replacement)           | Eugene O'Neill Theatre 1995 – 1996                                  |
| 1997 | Rent                                      | Maureen Johnson (replacement) | Nederlander Theatre 1997                                            |
| 2000 | Aida                                      | Amneris                       | Palace Theatre 23 de març de 2000 – 5 de setembre de 2004           |
| 2005 | Dirty Rotten Scoundrels                   | Christine Colgate             | Imperial Theatre 31 de gener de 2005 – 3 de setembre de 2006        |
| 2007 | The Little Mermaid                        | Ursula                        | Lunt-Fontanne Theatre 3 de novembre de 2007 – 25 de gener de 2009   |
| 2008 | You May Now Worship Me                    | Ella mateixa                  | Concert benèfic al Eugene O'Neill Theatre 31 de març de 2008        |
| 2010 | Everyday Rapture                          | Ella mateixa                  | American Airlines Theatre 29 d'abril de 2010 – 11 de juliol de 2010 |
| 2010 | Women on the Verge of a Nervous Breakdown | Pepa                          | Belasco Theatre 4 de novembre de 2010 – 2 de gener de 2011          |
| 2016 | The Front Page                            | Mollie Malloy                 | Broadhurst Theatre 20 d'octubre de 2016 – 29 de gener de 2017       |

### Altres
| Year | Title                           | Role          | Venue                  |
| ---- | ------------------------------- | ------------- | ---------------------- |
| 1995 | Randy Newman's Faust            | Martha        | The La Jolla Playhouse |
| 2002 | Debbie Does Dallas: The Musical | Debbie        | Jane Street Theatre    |
| 2002 | The Last Five Years             | Cathy Hyatt   | Minetta Lane Theatre   |
| 2002 | Next to Normal (workshop)       | Diana Goodman |                        |
| 2006 | Landscape of the Body           | Rosalie       | Peter Norton Space     |
| 2015 | Whorl Inside a Loop             | Volunteer     | Second Stage Theatre   |

### Discografia
Font: Amazon.com
- 2011 Women on the Verge of a Nervous Breakdown (Original Broadway Cast Recording) – Sh-K-Boom Records
- 2010 Everyday Rapture (Original Broadway Cast Recording) – Sh-K-Boom Records[47]
- 2008 Disney's The Little Mermaid (Original Broadway Cast Recording) – Disney[48]
- 2005 Dirty Rotten Scoundrels (Original Broadway Cast Recording) – Sh-K-Boom Records
- 2005 Hair (Actors' Fund of America Benefit Recording) – Sh-K-Boom Records
- 2005 Bright Lights, Big City (Cast Recording Recording) – Sh-K-Boom Records[49]
- 2002 The Last Five Years (Off-Broadway Cast Recording) – Sh-K-Boom Records
- 2002 Debbie Does Dallas: The Musical (Off-Broadway Cast Recording) – Sh-K-Boom Records
- 2000 Aida (Original Broadway Cast Recording) – Disney[50]
- 2000 Sherie Rene Scott: Men I've Had (Solo CD) – Sh-K-Boom Records[50]
- 1999 Elton John And Tim Rice's Aida (1999 Concept Album) – Island Records

## Premis i nominacions
| Any  | Premi                      | Categoria                                         | Obra nominada                             | Resultat  |
| ---- | -------------------------- | ------------------------------------------------- | ----------------------------------------- | --------- |
| 2000 | Premi Clarence Derwent     | Actriu més prometedora                            | Aida                                      | Guanyador |
| 2002 | Premi Drama Desk           | Actriu més destacada en un musical                | The Last Five Years                       | Nominat   |
| 2005 | Premi Tony                 | Millor actriu protagonista de musical             | Dirty Rotten Scoundrels                   | Nominat   |
| 2005 | Premi Drama Desk           | Actriu més destacada en un musical                | Dirty Rotten Scoundrels                   | Nominat   |
| 2005 | Premi Outer Critics Circle | Actriu més destacada en un musical                | Dirty Rotten Scoundrels                   | Nominat   |
| 2006 | Premi Obie                 | Actriu més destacada                              | Landscape of the Body                     | Guanyador |
| 2008 | Premi Outer Critics Circle | Actriu de repartiment més destacada en un musical | The Little Mermaid                        | Nominat   |
| 2010 | Premi Tony                 | Millor llibret de musical                         | Everyday Rapture                          | Nominat   |
| 2010 | Premi Tony                 | Millor actriu protagonista de musical             | Everyday Rapture                          | Nominat   |
| 2010 | Premi Drama Desk           | Llibret més destacat en un musical                | Everyday Rapture                          | Nominat   |
| 2010 | Premi Drama Desk           | Actriu més destacada en un musical                | Everyday Rapture                          | Nominat   |
| 2011 | Premi Drama Desk           | Actriu més destacada en un musical                | Women on the Verge of a Nervous Breakdown | Nominat   |